# غوستاف غروس
غوستاف غروس (بالإنجليزية: Gustav Gruss)‏ (و. 1854 – 1922 م) هو عالم فلك من تشيكوسلوفاكيا. ولد في يتشين.
توفي في براغ، عن عمر يناهز 68 عاماً.